# Schlacht bei Biberach (1796)
1792

Porrentruy – Marquain – Quiévrain – Verdun – Thionville – Valmy – Lille – Mainz (1792) – Jemappes
1793

Aldenhoven I – Namur – Neerwinden – Mainz (1793) – Famars – Valenciennes (1793) – Arlon (1793) – Hondschoote – Meribel – Avesnes-le-Sec – Pirmasens – Toulon – Fontenay-le-Comte – Cholet – Lucon – Trouillas – Dünkirchen – Le Quesnoy – Menin I – Wattignies – Weißenburg I – Biesingen – Kaiserslautern I – Weißenburg II
1794

Boulou – Landrecis – Menin II – Mouscron – Martinique – Guadeloupe – Tourcoing – Tournai – Kaiserslautern II – San-Lorenzo de la Muga – 13. Prairial – Fleurus – Kaiserslautern III – Vosges – Aldenhoven II
1795

Cornwallis’ Rückzug – Genua – Groix – Hyeres – Handschuhsheim – Mainz (1795) – Mannheim – Loano
1796

Montenotte – Millesimo – Dego – Mondovì – Lodi – Borghetto – Castiglione – Mantua – Siegburg – Altenkirchen – Wetzlar – Kircheib – Kehl – Kalteiche – Friedberg  – Malsch – Neresheim – Sulzbach – Deining – Amberg – Würzburg – Neufundland – Rovereto – Bassano – Limburg – Biberach I – Emmendingen – Schliengen – Caldiero – Arcole – Irland
1797

Fall von Kehl – Rivoli (1797) – St. Vincent – Diersheim – Santa Cruz – Neuwied – Camperduin
Die erste Schlacht bei Biberach fand am 2. Oktober 1796 während des Feldzuges in Deutschland zwischen der französischen Rhein- und Moselarmee unter ihrem Befehlshaber Jean Victor Marie Moreau und den Truppen des kaiserlichen Feldzeugmeisters Maximilian Baillet von Latour bei Biberach an der Riß statt.

## Vorgeschichte
Während des Feldzuges trafen die französische Rhein- und Moselarmee und die Sambre- und Maasarmee (unter Jean-Baptiste Jourdan) auf die kaiserlichen Truppen unter dem Kommando von Erzherzog Karl von Österreich-Teschen. Ein österreichisches Korps von 30.000 Mann unter dem Kommando von Latour deckte gegen die Rhein- und Moselarmee, während die Hauptmacht unter Erzherzog Karl sich gegen die Sambre- und Maasarmee unter Jourdan wandte.
Jourdans Armee wurde am 24. August in der Schlacht bei Amberg und am 3. September in der Schlacht um Würzburg geschlagen.
Die Armee Moreau setzte ihren Weg auf München trotzdem fort und ließ am 15. September zwei Divisionen unter General Saint-Cyr auf das rechte Ufer der Donau gehen, wo sie bei Neuburg hinter dem Neuburger Moos aufmarschierte. Nach einer letzten Kampfhandlung am 20. September bei Altenkirchen an der Wied musste sich Jourdans Armee auf das linke Rheinufer zurückziehen. General Moreau, der bereits bei Rain am Lech stand, befürchtete nun, dass seine Truppen zwischen den beiden österreichischen Armeen unter Latour und dem Erzherzog Karl zerdrückt werden. Als Moreau erkannte, dass Erzherzog Karl in das Rheintal abmarschieren wollte, um seine rückwärtigen Verbindungen abzuschneiden, musste er am 19. September seine Armee eiligst quer durch den Schwarzwald zurückzuziehen.
Die Mission der Armee des Feldzeugmeisters Latour bestand darin, dem Hauptkontingent der Kaiserlichen zu ermöglichen, den Rhein vor den Franzosen zu erreichen. Um dieser Gefahr ein Ende zu setzen, entschloss sich Moreau die kaiserlichen Truppen bei Biberach frontal anzugreifen. Nach Moreaus Anordnung ging das Korps Desaix auf der Straße von Riedlingen über Ahlen und Seekirch vor, er versuchte die Anhöhen von Biberach vor dem Gegner zu gewinnen. Das Korps Saint-Cyr sollte in der Mitte gegen Biberach vorgehen, während die Truppen unter General Ferino den Gegner am linken Flügel über Waldsee auf Oberessendorf verfolgten.

## Die Schlacht
Die französischen Truppen unter General Desaix griffen am 2. Oktober mittags an, drangen über Seekirch vor, warfen ein gegnerisches Detachement vor Ahlen zurück und verfolgten die Österreicher über Gutharzhofen nach Burren. Die jetzt offene rechte Flanke der kaiserlichen Division Kospoth zwang diesen General und seine Truppen, über Mittelbiberach auf den Galgenberg zurückzugehen, wo sich der französische linke Flügel zwischen Birkenhard und Stafflangen zum Angriff entwickelte.
Auf dem anderen Flügel waren mittlerweile drei französische Kolonnen auf den Straßen von Reichenbach und Schussenried vorgegangen und hatten den Angriff gegen die österreichische Division Mercandin und Prinz de Condé begonnen. Als das Korps unter Saint-Cyr mit einer Halbbrigade von Sattenbeuren über den für undurchdringlich gehaltenen Moosgrund gegen Latours rechte Flanke einschwenkte und auch die anderen Kolonnen ihren Angriff erneuerten, musste Latour seine Mitte unter dem Schutz der Reiterei in die neue Stellung bei Grodt zurücknehmen. Die Divisionen unter Prinz Condé und Mercandin wurden nach Ingoldingen und Winterstetten zurückgedrängt. Nachdem die Truppen Saint-Cyrs nur zögerlich zwischen Muttensweiler und Wattenweiler aufmarschierten, gewann Latour die nötige Zeit, seinen dort stehenden Artilleriepark zu retten.
General Desaix hatte sich derweil am linken Flügel entschlossen, die gegnerischen Linien auf dem Galgenberg über Oberdorf durch das dortige Tal gegen Mittelbiberach zu umgehen. Latour ordnete den allgemeinen Rückzug an, Feldmarschall-Leutnant Mercandin hatte sich nach Eberhardzell, Prinz Condé nach Schweinhausen und Ummendorf, die Division Kospoth durch Biberach auf die jenseitigen Höhen der Riß zurückzuziehen. Die Franzosen rückten vom Lindeberg vor, die Besatzung der Stadt und die vier letzten Bataillone Kospoths gerieten in Gefangenschaft. Bei den Rückzugskämpfen wurde Appendorf in Brand gesteckt. Hier wie bei Rissegg wurde das Feuer bis in die Nacht unterhalten.
Die Truppen von Latour waren nach kurzer Schlacht geschlagen und ließen 300 Gefallene und Verwundete auf dem Schlachtfeld zurück. Dazu verloren sie 18 Kanonen und zwei Regimentsfahnen.

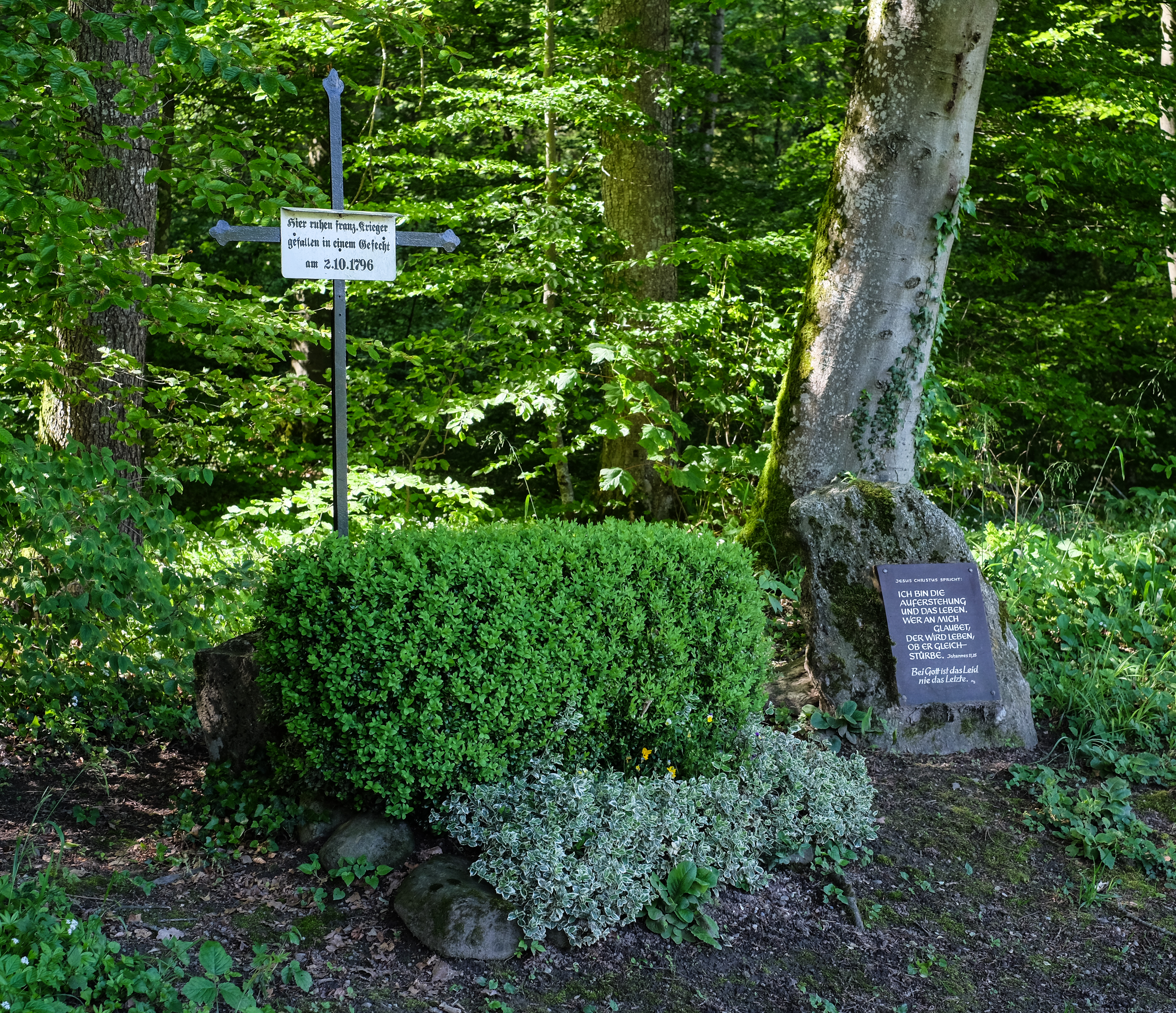
Franzosengrab für die französischen Gefallenen der Schlacht, Totenbühl, bei Bad Schussenried

## Folgen
Das Korps Desaix folgte am linken Flügel mit zwei Divisionen längs der Donau, die Truppen unter General Saint-Cyr schlugen den Weg auf Pfullendorf nach Stockach ein. Eine Nachhut verblieb zurück, um die geschlagenen Truppen Latours zu beobachten.
Die Truppen unter Desaix gingen bei Riedlingen über die Donau in Richtung Sigmaringen. Die Österreicher begnügten sich von jetzt an damit, den Franzosen von weitem zu folgen, ohne nochmals zu versuchen, sie aufhalten zu wollen.
Die Kämpfe flammten in der Schlacht bei Emmendingen am 19. Oktober wieder auf, als der Erzherzog Karl die Franzosen erneut zu fassen bekam, nach der Schlacht bei Schliengen (24. Oktober) mussten sich Moreaus Truppen wieder über den Rhein zurückziehen.